# Pseudafreutreta
Pseudafreutreta är ett släkte av tvåvingar. Pseudafreutreta ingår i familjen borrflugor.
Kladogram enligt Catalogue of Life:
| Pseudafreutreta | \| \| Pseudafreutreta bicolor \| \| \| \| \| \| Pseudafreutreta biseriata \| \| \| \| \| \| Pseudafreutreta fatua \| \| \| \| |
|                 | \| \| Pseudafreutreta bicolor \| \| \| \| \| \| Pseudafreutreta biseriata \| \| \| \| \| \| Pseudafreutreta fatua \| \| \| \| |
|                 | Pseudafreutreta bicolor |
|                 | |
|                 | Pseudafreutreta biseriata |
|                 | |
|                 | Pseudafreutreta fatua |
|                 | |